# Degüello
Degüello je šesté studiové album texaské blues rockové skupiny ZZ Top, vydané v srpnu roku 1979. Album produkoval Bill Ham, manažer skupiny. Album obsahuje i coververzi skladby „Dust My Broom“ od Roberta Johnsona.

## Seznam skladeb
Všechny skladby napsal(i) Billy Gibbons, Dusty Hill a Frank Beard, pokud není uvedeno jinak. 
| Strana 1 | Strana 1                  | Strana 1                  | Strana 1 |
| Pořadí   | Název                     | Autor                     | Délka    |
| -------- | ------------------------- | ------------------------- | -------- |
| 1.       | I Thank You               | Isaac Hayes, David Porter | 3:23     |
| 2.       | She Loves My Automobile   |                           | 2:24     |
| 3.       | I'm Bad, I'm Nationwide   |                           | 4:46     |
| 4.       | A Fool for Your Stockings |                           | 4:15     |
| 5.       | Manic Mechanic            |                           | 2:37     |

| Strana 2       | Strana 2              | Strana 2       | Strana 2 |
| Pořadí         | Název                 | Autor          | Délka    |
| -------------- | --------------------- | -------------- | -------- |
| 1.             | Dust My Broom         | Robert Johnson | 3:06     |
| 2.             | Lowdown in the Street |                | 2:49     |
| 3.             | Hi Fi Mama            |                | 2:23     |
| 4.             | Cheap Sunglasses      |                | 4:48     |
| 5.             | Esther Be the One     |                | 3:31     |
| Celková délka: | Celková délka:        | Celková délka: | 34:03    |

## Sestava
- Billy Gibbons - kytara, zpěv
- Dusty Hill - baskytara, klávesy, zpěv
- Frank Beard - bicí, perkuse

&
- Bill Ham - producent
- Terry Manning - inženýr